# Messena distanti
Messena distanti är en insektsart som beskrevs av Schmidt 1919. Messena distanti ingår i släktet Messena och familjen Eurybrachidae. Inga underarter finns listade i Catalogue of Life.